# Laeken

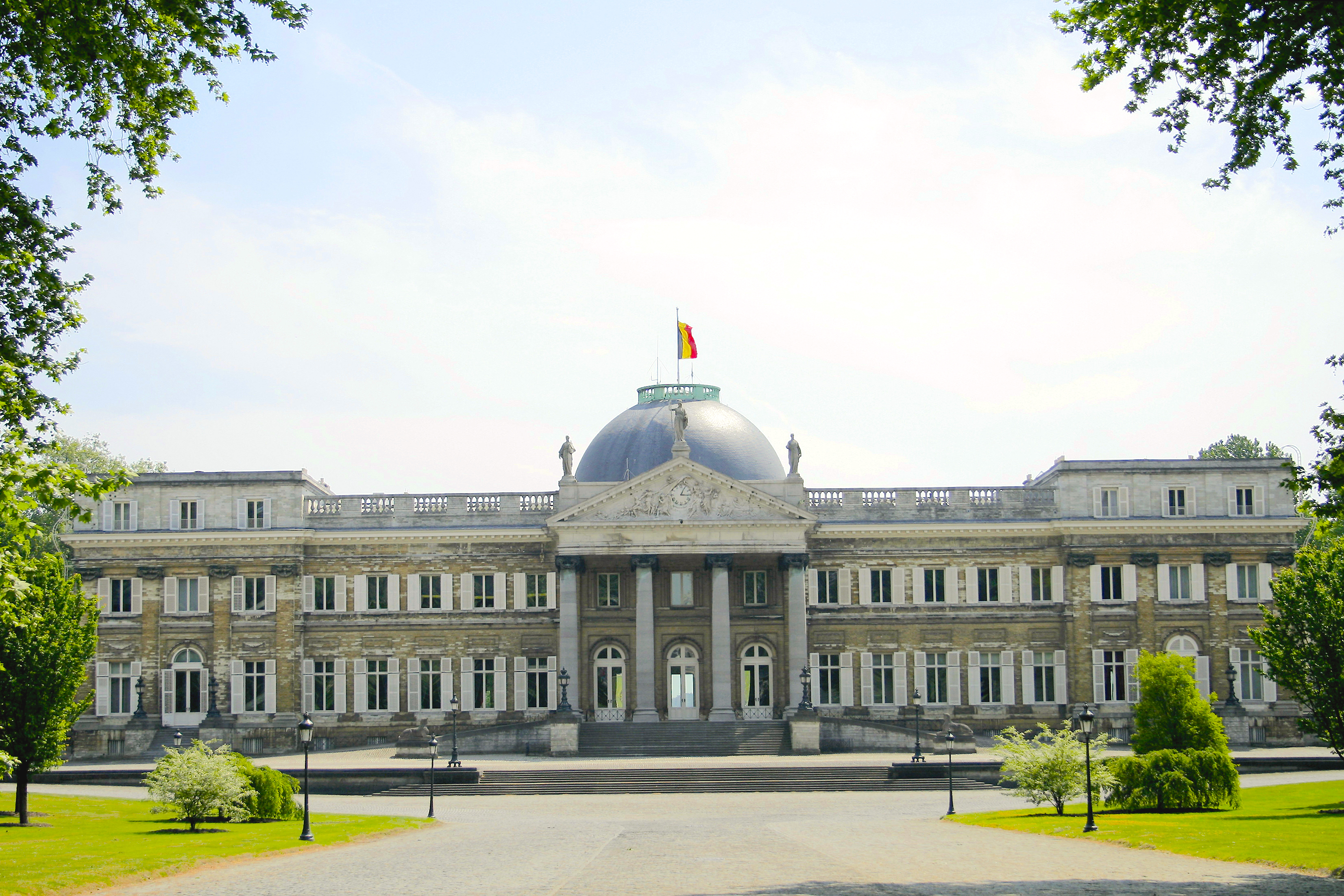
O Castelo Real de Laeken

Laken (holandês) ou Laeken (francês) é um subúrbio residencial no noroeste em Bruxelas, Bélgica. Pertence à municipalidade da Cidade de Bruxelas. O Castelo Real de Laeken, residência oficial da família real belga, está situado aqui.